# Скільпаріо
Скільпаріо (італ. Schilpario) — муніципалітет в Італії, у регіоні Ломбардія,  провінція Бергамо.
Скільпаріо розташоване на відстані близько 500 км на північ від Рима, 100 км на північний схід від Мілана, 55 км на північний схід від Бергамо.
Населення — 1225 осіб (2014).

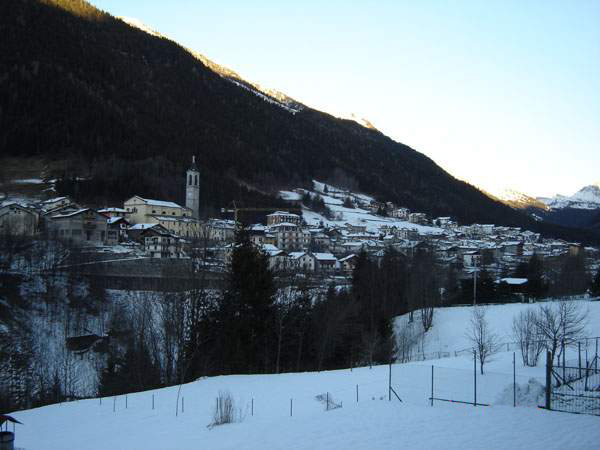

Щорічний фестиваль відбувається 13 червня. Покровитель — Sant'Antonio di Padova.

## Демографія
Населення за роками:

Станом на 1 січня 2023 року в муніципалітеті офіційно проживали 2 іноземці з 2 країн, серед них 1 громадянин країн Євросоюзу.

## Сусідні муніципалітети
- Аццоне
- Борно
- Червено
- Лоціо
- Оссімо
- Пайско-Ловено
- Тельйо
- Вільміноре-ді-Скальве